# 枯渇相互作用
枯渇相互作用（こかつそうごさよう）あるいは枯渇効果（こかつこうか、英: Depletion force）とは、高分子などの溶液に分散された相対的に大きなコロイド粒子の間にはたらく実効的な引力である。コロイド粒子の凝集の制御などに利用される。大きなコロイド粒子同士が接近することで実効的な排除体積が減少することに由来するものであり、エネルギー的な利得を必要としないエントロピー的な力の例のひとつである。枯渇相互作用を説明する理論は朝倉昌とその博士課程における指導教員であった大澤文夫により初めて与えられ、朝倉-大沢理論あるいはAOモデルと呼ばれる。